# Condado de McLean (Kentucky)
|extra         = O condado proíbe a venda de bebidas alcoólicas.
|estado_art    = e
|estado_cat    = Kentucky
|nome_condado  = McLean
|link_externo  = 
}}
O Condado de McLean é um dos 120 condados do Estado americano de Kentucky. A sede do condado é Calhoun, e sua maior cidade é Livermore. O condado possui uma área de 663 km² (dos quais 5 km² estão cobertos por água), uma população de 9 938 habitantes, e uma densidade populacional de 15 hab/km² (segundo o censo nacional de 2000). O condado foi fundado em 1854. O condado proíbe a venda de bebidas alcoólicas.